# Hadena neoterica
Hadena neoterica är en fjärilsart som beskrevs av Smith 1898. Hadena neoterica ingår i släktet Hadena och familjen nattflyn. Inga underarter finns listade i Catalogue of Life.